# LÉ Emer (P21)
LÉ Emer (P21) — корабль ВМС Ирландии, головной в серии из трёх кораблей.

## История
После трёх лет службы «Дейрдре», в 1975 году, был заказан новый корабль по доработанному с учётом эксплуатации проекту. Он был назван в честь Эмер, жены Кухулина, и вошёл в строй в 1978 году. Отличия заключались в увеличенной мощности силовой установки, улучшенных условиях размещения экипажа, в сниженной шумности. За время службы «Эмер» подвергалась дальнейшим модернизациям — оснащению новым оборудованием и улучшению бытовых условий, в частности — установке кондиционеров воздуха. В ходе модернизации «Эмер» орудие Бофорс L60 было заменено на L70, что повысило точность и дальность стрельбы. «Эмер» стала первым ирландским кораблём, осуществившим снабжение ирландских миротворцев в составе сил ООН, это произошло во время действий в Ливане в 1979 году, в дальнейшем такие операции стали проводиться постоянно.
29 сентября 1984 года «Эмер» совместно с «Эйслингом» участвовал в операции по задержанию и досмотру судна «Марита Энн» (Marita Ann), на борту которого было обнаружено значительное количество оружия и боеприпасов. Были конфискованы 7,1 т вооружения, которое загрузили на борт в Бостоне сторонники ИРА. Все пять членов экипажа траулера, среди которых был член ИРА Мартин Феррис, были арестованы.
Корабль базировался на Холбоулин и поддерживал шефские отношения с городом Корк.
19 февраля 2015 года выведен из состава ВМС Ирландии и позже вошёл в состав флота Нигерии, переименован в NNS Prosperity.